# ClearBlack
ClearBlack ist die Markenbezeichnung einer von Nokia entwickelten transreflektiven Displaytechnik, die einen hohen Kontrast, besseres Schwarz und eine gute Ablesbarkeit bei Sonnenlicht verspricht. Dies wird erreicht, indem zwei verschiedene Polarisationsfilter-Folien auf der Vorderseite in das Display integriert werden; diese reduzieren das reflektierte Umgebungslicht.
Das erste Gerät mit dieser Technik wurde von Nokia auf der Nokia World 2010 in London vorgestellt. Das Nokia E7-00 war das erste ausgelieferte Mobiltelefon mit ClearBlack-Display. Ursprünglich basiert ClearBlack auf AMOLED-Displays, aber inzwischen wird die Technik auch bei IPS-Anzeigen angewendet. Im Juni 2014 übernahm Microsoft nach der Mobilfunksparte von Nokia auch die Markennamen ClearBlack und PureView.

## Geräte mit ClearBlack-Display
Nokia-/Microsoft-Geräte mit ClearBlack-Display:
| Gerät         | Displaytyp |
| ------------- | ---------- |
| Nokia E7      | AMOLED     |
| Lumia 630/635 | IPS        |
| Lumia 640/XL  | IPS        |
| Lumia 710     | IPS        |
| Lumia 720     | IPS        |
| Lumia 730/735 | AMOLED     |
| Lumia 800     | AMOLED     |
| Lumia 820     | IPS        |
| Lumia 830     | IPS        |
| Lumia 900     | AMOLED     |
| Lumia 920     | IPS        |
| Lumia 925     | AMOLED     |
| Lumia 930     | AMOLED     |
| Lumia 950     | AMOLED     |
| Lumia 950 XL  | AMOLED     |
| Lumia 1020    | AMOLED     |
| Lumia 1320    | IPS        |
| Lumia 1520    | IPS        |